# Ferdinand Öhman
Karl Ferdinand Öhman (né le 26 mars 1831 à Hamina - décédé le 5 août 1907 à Helsinki) est un architecte finlandais

## Biographie
Après avoir été élève à Hamina et Viipuri, Ferdinand Öhman étudie à l'Académie royale des arts de Suède et à l'Université technique de Munich.
Il commence sa carrière en 1857 à Kuopio et y est architecte régional de 1862 à 1894. 
Puis il est nommé directeur du bureau de la construction régionale de l'Uusimaa à Helsinki où il restera jusqu'à la fin de sa carrière.

## Ouvrages principaux
- Église de Suonenjoki (1865)[3],

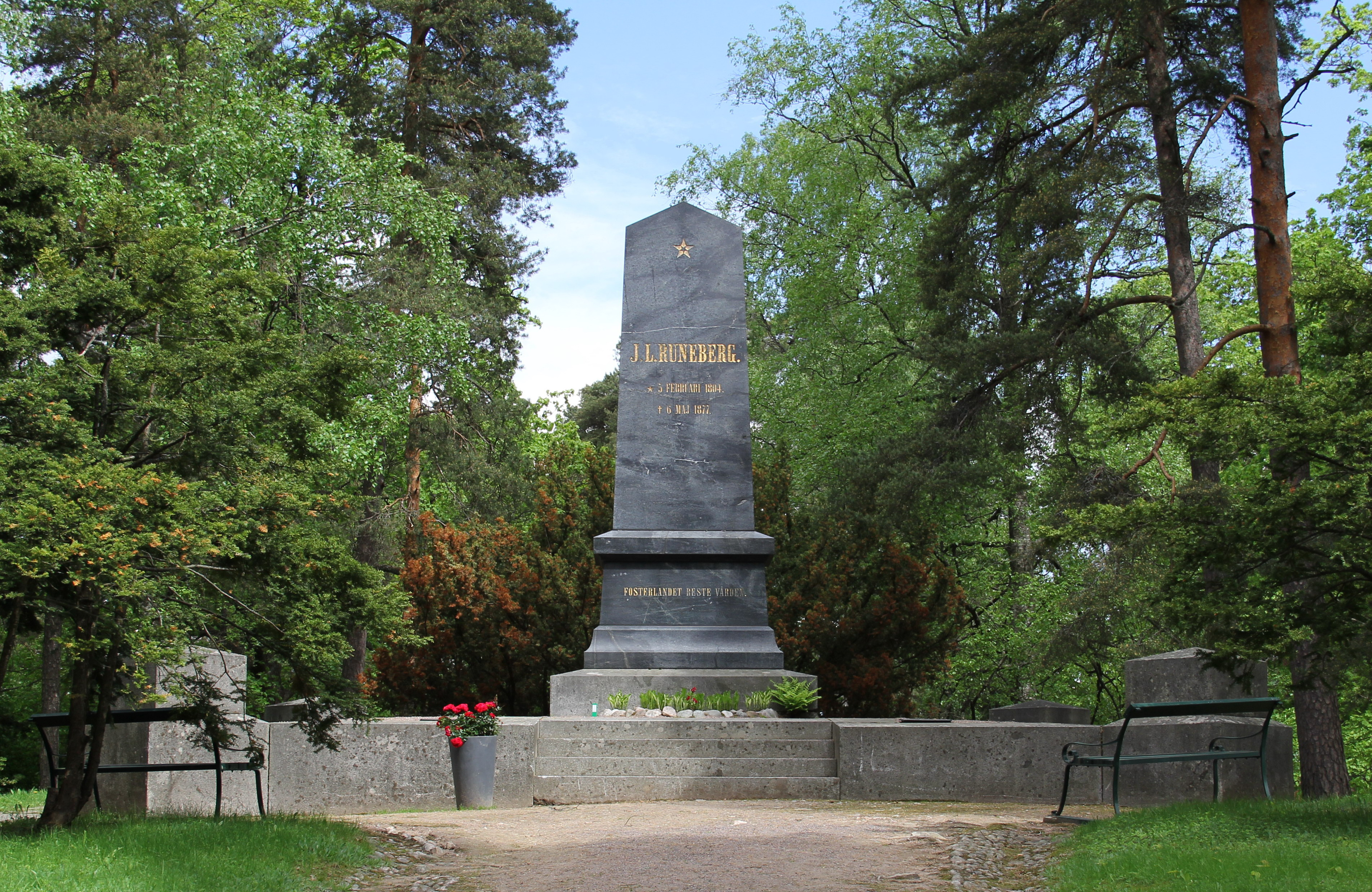
Mémorial à Johan Ludvig Runeberg.

- Église de Jäppilä, Pieksämäki (1872)[4],
- Agrandissement du Lycée de Kuopio (1874–1875),
- Église de Kuusjärvi, Outokumpu (1878)[5],
- Église de Pielavesi (1878)[6],
- Bureau du port de Kuopio (1879), ancienne salle des poids[7],
- Bâtiment du club de Kuopio (1880), ancien bâtiment d'habitation, Öhmanin itselleen suunnittelema[8],
- Église de Polvijärvi (1881)[9],
- École de Vehmasmäki, Kuopio (1884)[10],
- Mémorial à Johan Ludvig Runeberg au cimetière de  Näsinmäki (fi) à Porvoo.